# Корек, Дасти
Дасти Корек (англ. Dusty Korek) род. 19 апреля 1995, Эдмонтон) — канадский прыгун с трамплина, участник зимних Олимпийских игр 2014 года.

## Спортивная биография
Заниматься прыжками с трамплина Корек начал в 6 лет. В 2012 году Дасти выступил на первых зимних юношеских Олимпийских играх в австрийском Инсбруке. В индивидуальных соревнованиях молодой канадец показал 8-й результат, а в соревнованиях смешанных команд канадской сборной удалось взять бронзовую награду. В Кубке мира Корек дебютировал в 19 января 2013 года на этапе в японском Саппоро. Поскольку квалификация на том этапе не состоялась из-за плохой погоды, то Дасти оба раза смог выступить в основных соревнованиях. Итогом стали 48-е и 54-е места. 6 декабря 2013 года Дасти выступил в соревнованиях смешанных сборных на этапе Кубка мира в норвежском Лиллехаммере. Канадская сборная смогла пробиться в финальный раунд и заняла итоговое 8-е место.
В 2014 году Дасти Корек принял участие в Зимние Олимпийские игры 2014 года в Сочи. В прыжках с нормального трамплина Корек уверенно прошёл квалификацию и пробился в основную часть соревнований. В первом раунде Дасти, набрав 111,1 балла, занял 39-е место и не смог пробиться в финал. В прыжках с большого трамплина канадскому прыгуну совсем немного не хватило, чтобы преодолеть квалификацию. В командных соревнованиях канадская сборная заняла последнее 12-е место, а сам Кодек показал второй результат в своей команде.
После окончания Олимпийских игр канадский прыгун продолжил выступления, но участвовал только в Континентальном кубке, этапах Гран-при и этапах в рамках Кубка FIS, однако попасть в число призёров ему ни разу не удалось. В 2016 году Корек завершил международную спортивную карьеру.

### Кубок мира

#### Результаты в Кубке мира
| 2013/14 Итоги | 2013/14 Итоги | Германия | Германия | Финляндия | Финляндия | Норвегия | Норвегия | Норвегия | Германия | Германия | Швейцария | Швейцария | Германия | Германия | Австрия | Австрия | Австрия | Австрия | Польша | Польша | Польша | Япония | Япония | Германия | Германия | Швеция | Финляндия | Финляндия | Финляндия | Норвегия | Норвегия | Словения | Словения | Словения |
| Очков         | Место         | Ком      | Инд      | Инд       | Инд       | См       | Инд      | Инд      | Инд      | Инд      | Инд       | Инд       | Т4Т      | Т4Т      | Т4Т     | Т4Т     | Пол     | Пол     | Инд    | Ком    | Инд    | Инд    | Инд    | Инд      | Инд      | Инд    | Инд       | Инд       | Инд       | Инд      | Инд      | Инд      | Ком      | Инд      |
| —             | —             | —        | —        | —         | ×         | 8        | —        | —        | —        | —        | —         | —         | —        | —        | —       | —       | —       | —       | —      | —      | —      | —      | —      | —        | —        | —      | —         | —         | —         | —        | —        | —        | —        | —        |

| 2012/13 Итоги | 2012/13 Итоги | Норвегия | Норвегия | Норвегия | Финляндия | Финляндия | Россия | Россия | Швейцария | Швейцария | Германия | Германия | Австрия | Австрия | Польша | Польша | Польша | Япония | Япония | Норвегия | Норвегия | Чехия | Чехия | Германия | Германия | Германия | Германия | Германия | Финляндия | Финляндия | Финляндия | Норвегия | Норвегия | Словения | Словения | Словения |
| Очков         | Место         | См       | Инд      | Инд      | Ком       | Инд       | Инд    | Инд    | Инд       | Инд       | Т4Т      | Т4Т      | Т4Т     | Т4Т     | Инд    | Ком    | Инд    | Инд    | Инд    | Пол      | Пол      | Пол   | Пол   | Ком      | Пол      | Инд      | Пол      | Ком Пол  | Ком       | Инд       | Инд       | Инд      | Инд      | Пол      | Ком Пол  | Пол      |
| —             | —             | —        | —        | —        | —         | —         | —      | —      | —         | —         | —        | —        | —       | —       | —      | —      | —      | 48     | 54     | —        | —        | —     | —     | —        | ×        | —        | —        | —        | —         | —         | —         | —        | —        | —        | —        | —        |